# Тувинская правда
«Туви́нская пра́вда» — общественно-политическая газета на русском языке, первое периодическое издание в Республике Тыва. Газета основана в 1924 году. Награждена орденом «Знак Почёта» (1974).
Главный редактор: Роман Всеволодович Тас-оол.

## История
Первый номер вышел 24 июля 1924 года под названием «Красный пахарь» и являлся печатным органом районного бюро ВКП (б) и исполкома Русской трудовой самоуправляющейся колонии в Республике Танну-Тува. С 1931 газета называется «Новый путь» («Чаа орук»), с 1934 — «Вперёд» («Бурунгаар») и стала органом клуба граждан СССР в Тувинской Народной Республике. С 1942 года — «Тувинская правда», газета стала органом ЦК и Кызылского горкома Тувинской народно-революционной партии и Малого Хурала ТНР.
После вхождения Тувы в состав СССР в 1944 выпускалась сначала как областная газета, с образованием Тувинской АССР в 1961 — как республиканская.
Указом Президиума Верховного Совета СССР 24 июля 1974 года республиканская газеты награждена Орденом «Знак почета» — за плодотворную работу по коммунистическому воспитанию трудящихся Тувинской АССР, мобилизации их на выполнение задач хозяйственного и культурного строительства
Тираж в 1975 году составил 25 тысяч экземпляров, периодичность 6 раз в неделю.
С начала 1990-х годов учредителем газеты стало Правительство Республики Тыва, периодичность составила 3 номера в неделю, тираж упал до 2,5 тысяч (2005 г.).
В 2006 году сменился главный редактор.